# Cultura bertoniana
Con Cultura bertoniana o bertoniano ci si riferisce ad una cultura del Paleolitico superiore scoperta per la prima volta a Montebello di Bertona (PE), in Abruzzo, da cui prende il nome, e risalente a circa 18.000 anni fa.

## Manufatti
Sono stati scoperti dei grattatoi peduncolati, degli strumenti provvisti di becco e del materiale fatti in osso e pietre.